# Oakwood (Condado de Cuyahoga)
Oakwood é uma aldeia localizada no estado norte-americano do Ohio, no Condado de Cuyahoga.

## Demografia
Segundo o censo norte-americano de 2000, a sua população era de 3667 habitantes. Em 2006, foi estimada uma população de 3630, um decréscimo de 37 (-1.0%).

## Geografia
De acordo com o United States Census Bureau tem uma área de 9,0 quilômetros quadrados, dos quais 9,0 quilômetros quadrados cobertos por terra e 0,0 quilômetros quadrados cobertos por água.

## Localidades na vizinhança
O diagrama seguinte representa as localidades num raio de 8 quilômetros ao redor de Oakwood.